# Mizofobija
Mizofobija označava patološki strah od zaraze bakterijama ili virusima. Ti strahovi mogu se odnositi na stvarne nečistoće, ili na postojanje nečistoća isključivo u mašti. Dovodi do prinudnog pranja ili čišćenja kako bi spriječile "moguće zaraze".